# Diego Confalonieri
Diego Confalonieri (n. 11 aprilie 1979, Milano, Italia) este un scrimer italian specializat pe spadă, laureat cu bronz pe echipe la Jocurile Olimpice de vară din 2008. A cucerit medalia de bronz la individual și medalia de argint pe echipe la Campionatul Mondial de Scrimă din 2007.
La Olimpiada de la Beijing, a ajuns în sferturile de finală, unde a fost învins la o tușă de spaniolul José Luis Abajo, și s-a clasat pe locul 7. La proba pe echipe, Italia a trecut de Coreea de Sud, apoi a pierdut cu Franța în semifinală. S-a împuns în față Chinei în „finala mică”, cucerind medalia de bronz.